# Christian Haun
Christian Haun (født 1974, Aarhus) er en dansk forfatter, der debuterede i 1999, og siden har udgivet otte romaner samt to samlinger lange historier. Seneste udgivelse var Måske tvivler hun ikke længere på alting.
Forfatterskabet er kendetegnet ved et gnistrende, gennemarbejdet sprog, og af gådefulde historier som er både umiddelbart medrivende, faretruende og hjertevarme. 